# Rathmullan
Rathmullan è un piccolo centro abitato situato in Donegal, nella Repubblica d'Irlanda, sulla costa occidentale del Lough Swilly, 10 km a nord di Ramelton e 10 ad est di Milford.
Rathmullan è stato il luogo dov'è avvenuta la Fuga dei Conti del 1607.